# NGC 3284
NGC 3284 est une galaxie elliptique relativement éloignée et située dans la constellation de la Grande Ourse. NGC 3284 a été découverte par l'astronome germano-britannique William Herschel en 1793. William Herschel a de nouveau observé cette galaxie le lendemain soir, soit le 9 avril 1793, et cette observation a été incluse au catalogue de Dreyer sous la désignation NGC 3286.

## Caractéristiques
Sa vitesse par rapport au fond diffus cosmologique est de8 309 ± 11 km/s, ce qui correspond à une distance de Hubble de 122,6 ± 5,6 Mpc (∼400 millions d'al).
À ce jour, une mesure non basée sur le décalage vers le rouge (redshift) donne une distance d'environ 117,000 Mpc (∼382 millions d'al). Cette valeur est  à l'intérieur des valeurs de la distance de Hubble.
Selon la base de données Simbad, NGC 3284 est une radiogalaxie.

## Paire de galaxies
Selon E.L. Turner, les galaxies NGC 3286 (=NGC 3284) et NGC 3288 forment une paire de galaxies rapprochées.